# Федоренко Віктор Олександрович
Ві́ктор Олекса́ндрович Федоре́нко (нар. 1951) — український генетик, доктор біологічних наук, професор. Завідувач кафедри генетики та біотехнології Львівського національного університету імені Івана Франка, науковий керівник науково-дослідної лабораторії генетики, селекції та генетичної інженерії продуцентів біологічно активних сполук та Колекції культур мікроорганізмів-продуцентів антибіотиків ЛНУ ім. І. Франка, включеної до Державного реєстру наукових об'єктів, що становлять національне надбання України. Заслужений професор Львівського університету (2016).

## Життєпис
Народився в 1951 році у місті Винники на Львівщині. 1973 року закінчив з відзнакою біологічний факультет Львівського державного університету імені Івана Франка та 1979 року аспірантуру Всесоюзного науково-дослідного інституту генетики і селекції промислових мікроорганізмів у Москві під керівництвом професора Н. Д. Ломовської. З 1979 року працює на кафедрі генетики та біотехнології ЛНУ імені Івана Франка, завідувач цієї кафедри з 1994 року. Відмінник освіти України.
Читає загальний курс «Генетика» і спецкурси «Генетика мікроорганізмів» і «Генетична та клітинна інженерія»" а також проводить практикум з генетики та генетичної інженерії мікроорганізмів для студентів біологічного факультету ЛНУ імені Івана Франка.
Є автором навчальних посібників «Великий практикум з генетики, генетичної інженерії та аналітичної біотехнології мікроорганізмів» (2007 рік), «Задачі та вправи з генетики» (2008 рік).
Отримав гранти Соросівського доцента в 1995 та 1997 роках.
Під керівництвом В. О. Федоренка виконано понад 30 науково-дослідних проектів у тому числі міжнародних; захищено 17 кандидатських і 1 докторська дисертація.
В. О. Федоренко є автором більше 370 наукових публікацій, а також 18 патентів. Співавтор монографії «Natural products via enzymatic reactions», яка вийшла у серії «Topics in Current Chemistry.» (Vol. 297) у видавництві Springer (2010).
Галузі наукових інтересів — генетика, селекція та генетична інженерія актиноміцетів, генетичний контроль біосинтезу антибіотиків та стійкості до антибіотиків, механізми нестабільності геному бактерій.
Головний редактор журналу «Вісник Львівського університету. Серія біологічна». Член редколегій журналів «Цитология и генетика», «Вісник Українського товариства генетиків і селекціонерів імені М. Вавилова», «Мікробіологія та біотехнологія», «Studia Biologica», «The Scientific World Journal», «Dataset Papers in Science», «Modern phytomorphology».
Куратор студентського наукового товариства «Генетичний клуб».
Голова Львівського обласного відділення та член Президії правління Українського товариства генетиків і селекціонерів ім. М. І. Вавилова.